# Тамбовское восстание
Тамбо́вское восста́ние 1920—1921 годов — одно из самых крупных во время Гражданской войны в России крестьянских восстаний против власти коммунистов, произошедшее в Тамбовской губернии. Называется иногда «антоновщиной» по фамилии фактического руководителя восстания, начальника штаба 2-й повстанческой армии, члена партии эсеров Александра Антонова. В советской историографии — «Антоновский мятеж» или «Тамбовская операция». Командующим Объединённой партизанской армией и председателем Союза трудового крестьянства (СТК) был Пётр Токмаков.
Как и Кронштадтское восстание, во многом поспособствовало решению об отказе от политики военного коммунизма и переходе к НЭПу.

## Предыстория
До революции Тамбовская губерния делилась на 19 уездов. Кроме губернского города Тамбова с уездом, было ещё 11 уездных городов. Уезды, в свою очередь, делились на 361 волость с 7809 селами и деревнями. Было ещё множество отдельных хуторов, различных сельских хозяйств и поместий. Губерния, огромная по своей площади, имела население около 4 миллионов человек. В городах проживало всего 268 тысяч человек. Подавляющее большинство жителей жило в сельской местности, где занималось сельским хозяйством. Тамбовская губерния была расположена на лучших в мире чернозёмах — плодородный чернозёмный пласт в некоторых местах достигает глубины 4 метров. Тамбовская губерния занимала по своему развитию пятое место в Российской империи (среди 80 других губерний и административных образований) и считалась, таким образом, одной из самых богатых губерний страны. С началом Первой мировой войны её экономическое положение нисколько не ухудшилось. Хотя в Европе тамбовчане потеряли отдельные рынки сбыта сельскохозяйственной продукции, но эти потери компенсировались поставками на нужды действующей армии. Таким образом, губерния не утратила объёмов производства продовольствия и оставалась одной из лучших житниц Российской империи.
При большевиках кулаков на Тамбовщине, как и по всей России, лишили некоторых политических и экономических прав, запретили торговать хлебом и стали реквизировать его излишки. Относительная близость Тамбовской губернии к центру и её удалённость от фронтов предопределили широкий размах деятельности продотрядов, что вызывало у местного зажиточного крестьянства сильное недовольство. Кулаки и часть сагитированных ими середняков Тамбовщины ответили коммунистам активным вооружённым сопротивлением. В 1918 году в локальных восстаниях и партизанском движении против большевиков, продотрядов и комбедов приняло участие до 40 тысяч человек. Положение властей осложнялось частыми переходами красноармейцев (зачастую с оружием в руках) на сторону повстанцев. Также большое количество оружия оказалось в руках партизан после конного рейда генерала Мамонтова летом 1919 года.

### Дезертирство
Проблема с дезертирством из рядов Красной армии началась в конце мая 1918 года, когда Советская власть предприняла первую попытку введения всеобщей воинской повинности: в указе, объявлявшем о мобилизации в Тамбове, говорилось, что все взрослые мужчины в возрасте от двадцати одного до двадцати пяти лет должны были явиться на пункты сбора, где предполагалось оценить их пригодность для строевой службы.
Профессор Лэндис считал, что для провинциальных чиновников не стало новостью, что деревенские сообщества не решались ответить на призыв властей без серьёзных гарантий безопасности в своих сёлах: шедшая в регионе продразверстка только усугубляла ситуацию. Два вопроса были наиболее остры в тот момент: доверие и безопасность. До апреля 1918 года советское правительство во главе с большевиками не обладало «эффективным контролем» над губернской администрацией в Тамбове, а переход власти к большевикам в основном происходил в городах губернии — без участия сельских населённых пунктов. В результате при объявлении о мобилизации сельские сходы либо отказывались участвовать в братоубийственной войне, либо требовали от властей оружия для самообороны.
При этом попытка властей губернии создать небольшие воинские части ещё до выхода приказа о массовой мобилизации не увенчалась успехом: при столкновении с частями Чехословацкого корпуса, находившимися на территории соседней Саратовской губернии, тамбовские отряды были разбиты и взяты в плен — но вскоре отпущены с условием передачи «русским» сообщения, что они «идиоты», поскольку чехи, по их собственным словам, хотели как можно скорее покинуть территорию чужой страны.
Кроме того, новая власть оказалась сама не готова к проведению мобилизации: те «небольшие» группы призывников, что всё же прибыли в Тамбов, создали «хаос» и даже на два дня свергли советскую власть — формально в городе была восстановлена местная дума царских времён. В результате новая попытка мобилизовать местное население была отложена до поздней осени 1918 года.
Мобилизация осени-зимы 1918 года проводилась в условиях отсутствия казарм для размещения новобранцев и сложностей с обеспечением их продовольствием: зачастую наскоро собранные в «подразделения» молодые люди попросту сажались на поезд, идущий в сторону фронта. Несмотря на вооружённую охрану вагонов, от четверти до половины солдат удавалось бежать во время пути. В декабре в Москве была создана Центральная комиссия по борьбе с дезертирством, подчинявшаяся непосредственно Совету Рабочей и Крестьянской Обороны, а в Тамбове открылось её местное отделение; в качестве комиссара из столицы в губернию прибыл нарком почт и телеграфов Вадим Подбельский. В регионе были созданы патрули по борьбе с дезертирством, состоявшие из членов партии и красноармейцев — «для осмотра домов и проведения облав»; данные подразделения были наделены правом расстрела «в особых случаях».
Особенно возрос масштаб борьбы с дезертирством в центральной России, и Тамбовской губернии в частности, в середине мая 1919 года, в связи с началом наступления деникинских частей с юга, в то время как большая часть Красной армии располагалась на востоке — против сил Колчака. Серьёзность угрозы была такова, что советские власти стали мобилизовывать и тех, кто ранее считался к службе непригодным, а в деревнях, подозревавшихся в сокрытии дезертиров, начали брать заложников из числа местных жителей. При этом самим дезертирам в июне была объявлена амнистия, продлённая и на следующий месяц. В результате в первый месяц амнистии патрули поставили в строй 44 тысячи человек — в дополнение к 156 тысячам, сдавшимся добровольно, — что было воспринято в центре как часть «перелома» в отношении деревни к советской власти. Бывших дезертиров разделили на две группы: «злостные» (подлежавшие суду) и «по слабости воли» (или «не злостные»). Теперь основная часть новобранцев не попадала на фронт — который преимущественно пополнялся за счёт коммунистов, комсомольцев и членов профсоюзов — а отправлялась в запасные части; при транспортировке или по прибытии в эти части, зачастую не располагавшими питанием для пополнения, многие дезертировали повторно.
Таким образом на территории губернии появились «банды» молодых людей — преимущественно дезертиров, обозначавших себя как «зелёные». В отличие от крестьян-повстанцев, дезертиры избегали активных действий, старались прятаться в лесах и привлекать к себе поменьше внимания. Осенью численность подобных формирований снижалась, и они практически исчезали к зиме, но в следующем году появлялись вновь.

### Антонов
В период с декабря 1918 по январь 1919 года бывший начальник Кирсановской милиции эсер Александр Антонов создаёт и вооружает «Боевую дружину», состоявшую из 10—15 человек. С ней он начинает заниматься «экспроприациями» советских учреждений и индивидуальным террором против местных большевиков. К лету 1919 года отряд Антонова достигал уже ста пятидесяти человек, отобранных в основном из числа дезертиров. В районах действия антоновцев продотряды старались не показываться, а местные крестьяне считали его своим заступником.

## Начало и ход восстания
По состоянию на 1920 год население губернии составляло 3 миллиона 650 тысяч человек (всего насчитывалось 268 тысяч городских и 3 миллиона 382 тысяч сельских жителей), по показателю плотности населения (62 человек на квадратную версту) она являлась одной из самых густонаселенных (занимала 12-е место) в Советской России. При этом количество коммунистов было небольшим: в августе 1920 года в 685 местных парторганизациях насчитывалось 13 490 коммунистов и кандидатов в члены партии (из них в сельских районах — только 4492 человека).

### Засуха как катализатор выступления
В 1920 году Тамбовщину поразила засуха, и хлеба было собрано всего 12 млн пудов. Между тем продразвёрстка не была уменьшена, составив 11,5 млн пудов. Предпринятые председателем Тамбовского губисполкома А. Г. Шлихтером меры по выбиванию продовольствия стали одной из причин начала более широкого восстания в губернии. Оно вспыхнуло 15 августа 1920 года в селе Хитрово Тамбовского уезда после разоружения продотряда.
19 августа 1920 года сразу в нескольких сёлах (Каменка Тамбовского уезда, Туголуково Борисоглебского уезда) крестьяне отказались сдавать хлеб и при поддержке партизан уничтожили продотряды, местных коммунистов и чекистов. В тот же день в селе Афанасьевке Тамбовского уезда произошло объединение нескольких мелких повстанческих групп в партизанскую армию, и восстание стало быстро распространяться.
Вскоре восстанием были охвачены территории Тамбовского, Кирсановского, Борисоглебского, Моршанского и Козловского уездов Тамбовской губернии, а также соседние с ней уезды Саратовской и Воронежской губерний. Повстанцы ликвидировали органы советской власти, уничтожали её представителей, воинские гарнизоны и в некоторых сёлах брали власть в свои руки.

### Создание чрезвычайного штаба
21 августа 1920 года на заседании Тамбовского губкома РКП(б) был создан чрезвычайный оперативный штаб, в губернии было введено осадное положение, однако контроль над развитием событий был уже утрачен. Хотя войска Тамбовской губернии сумели нанести мятежникам ощутимые потери, восстание приобрело массовый и затяжной характер. 30 августа губком охарактеризовал положение как «чрезвычайно серьёзное», была проведена мобилизация коммунистов: 500 человек перевели на казарменное положение. 31 августа председатель Тамбовского губисполкома Шлихтер выступил во главе карательного отряда против мятежников, но потерпел поражение после чего был снят с должности.
В октябре 1920 года Ленин поручил Ф. Э. Дзержинскому, Э. М. Склянскому и В. С. Корневу «ускорить разгром антоновщины». К 15 октября 1920 года за счёт проведённой мобилизации местных резервов, преданных частей ВОХР и ЧОН численность войск удалось увеличить до 4447 человек при 22 пулемётах и 5 орудиях. Для сравнения в распоряжении Антонова на тот момент было уже до 20 тысяч человек повстанцев, 44 пулемёта Максима, 5 трёхдюймовых орудий, к ним 300 снарядов.

### Армия восставших
14 ноября 1920 года повстанцы решили объединить все свои силы под единым командованием. Они создали Объединённую партизанскую армию Тамбовского края (которую возглавил также бывший милиционер, георгиевский кавалер поручик Пётр Токмаков, родом из крестьян села Иноковки Кирсановского уезда) в составе трёх армий (1-я, 2-я и 3-я повстанческие). Кроме того на основе уцелевших эсеровских организаций была образована собственная политическая организация «Союз трудового крестьянства», декларировавшая близкие с эсерами лозунги свержения большевистской диктатуры, созыва Учредительного собрания, восстановления политических и экономических свобод.
Восстание достигло максимального размаха к январю-февралю 1921 года, когда численность повстанцев достигла 50 тысяч человек, объединённых в две армии (в составе 14 пехотных, 5 кавалерийских полков и 1 отдельной бригады при 25 пулемётах и 5 орудиях). Повстанцы разгромили 60 совхозов, взяли под контроль практически всю Тамбовскую губернию (в руках большевиков остались только города), парализовали движение по Рязано-Уральской железной дороге, и успешно отбивали попытки большевистских войск вторгнуться на территорию восстания, нанося им большие потери.
В январе 1921 года на Оргбюро ЦК РКП(б) с участием Дзержинского, Корнева, С. С. Каменева и руководства Тамбовской губернии вновь обсудили ход борьбы с антоновщиной. 6 февраля 1921 года в губернию была направлена Полномочная комиссия ВЦИК во главе с В. А. Антоновым-Овсеенко, которая стала высшим органом борьбы с восстанием. К этому времени под командованием А. В. Павлова находилось 11 602 человек при 136 пулемётах и 18 орудиях.

### Перелом
12 февраля 1921 года на основании решения Наркомата продовольствия, на территории Тамбовской губернии было остановлено выполнение продовольственной развёрстки, а в марте 1921 года X съезд РКП(б) принял решение отменить в стране продовольственную развёрстку, вместо которой вводили фиксированный продовольственный налог.
Для рядовых повстанцев была объявлена амнистия (при условии сдачи оружия и информации о местонахождении командиров). Предпринятые меры широко освещались в печати и агитационных материалах (всего было выпущено 77 наименований воззваний, листовок, плакатов и брошюр) и постепенно возымели действие.
Ещё 21 февраля 1921 года в приказе № 21 по 1-й повстанческой армии А. С. Антонов отмечает: «среди партизанских отрядов начинает слабеть боевой дух, наблюдается постыдная трусость». А в ответ на радость крестьян села Горелое под Тамбовом отмене продразверстки заметил: «Да, мужики победили. Хотя и временно, конечно. А вот нам, отцы-командиры, теперь крышка».
Тем не менее бои продолжались. 11 апреля 1921 года 5-тысячный отряд «антоновцев» разгромил гарнизон в Рассказово, при этом в плен попал целый батальон красноармейцев.

### К ликвидации восстания
27 апреля 1921 года Политбюро ЦК РКП(б) назначило командующим войсками Тамбовской губернии М. Н. Тухачевского, его заместителем — И. П. Уборевича, начальником штаба — Н. Е. Какурина. Также на Тамбовщину был отправлен Г. И. Котовский. От ВЧК прибыли Г. Г. Ягода и В. В. Ульрих (местными чекистами руководил Михаил Антонов-Герман). 
Тухачевский получил директиву — ликвидировать тамбовское восстание не позже чем в месячный срок. Завершившаяся советско-польская война, а до этого Крымская эвакуация Русской армии Врангеля позволили большевикам направить против повстанцев большие силы РККА. Численность войск быстро увеличивалась и к концу мая 1921 года составила уже 43 тыс. красноармейцев (35 тыс. штыков и 8 тыс. сабель при 463 пулемётах и 63 артиллерийских орудиях).
ЦК РКП(б) дополнительно мобилизовал в помощь тамбовской губернской партийной организации 300 коммунистов из Москвы, Петрограда и Тулы. Рабочими вагонных мастерских была построена «бронелетучка» в составе бронированного паровоза, трёх блиндированных вагонов и двух грузовых платформ с установленным вооружением: одним 76-миллиметровым орудием и тремя пулемётами. «Бронепоезд» находился в распоряжении транспортной ЧК и использовался для обеспечения безопасности по линии железной дороги.
20 мая 1921 года Токмаковым, возглавлявшим командование партизан и СТК, и местным населением на митинге в селе Карай-Салтыки Кирсановского уезда была провозглашена Временная Демократическая Республика Тамбовского Партизанского Края (с правами до созыва Учредительного собрания). Главой республики был выдвинут один из самых активных участников сопротивления крестьянин Шендяпин.
25 мая 1921 года отдельной кавалерийской бригадой Г. И. Котовского были разбиты и рассеяны два повстанческих полка под командованием Селянского, который получил смертельное ранение. В боях, продолжавшихся с 28 мая по 7 июня 1921 года, в районе станции Инжавино части Красной армии (кавалерийская бригада Г. И. Котовского, 14-я отдельная кавалерийская бригада, 15-я Сибирская кавалерийская дивизия, 7-е Борисоглебские кавалерийские курсы) под общим командованием Уборевича разгромили 2-ю армию повстанцев (под командованием А. С. Антонова). После этого 1-я повстанческая армия (под командованием полковника А. В. Богуславского) уклонилась от «генерального сражения», и инициатива окончательно перешла к войскам Красной армии.

## Разгром восстания
В общей сложности в подавлении Тамбовского восстания было задействовано до 55 тыс. военнослужащих РККА: 37,5 тыс. штыков, 10 тыс. сабель, а также 7 тыс. военнослужащих в составе девяти артиллерийских бригад; 5 автобронеотрядов, 4 бронепоезда, 6 бронелетучек, 2 авиаотряда, курсанты Московских и Орловских пехотных и Борисоглебских кавалерийских курсов. Не последнюю роль в разгроме крестьянского бунта на Тамбовщине сыграли жестокие репрессивные меры против восставших, их семей и односельчан.
11 июня 1921 года Полномочной комиссией ВЦИК был издан приказ № 171 «О начале проведения репрессивных мер против отдельных бандитов и укрывающих их семей».

Приказ Полномочной комиссии ВЦИК о начале проведения репрессивных мер против отдельных бандитов и укрывающих их семей
N 171, г. Тамбов
11 июня 1921 г.
Уполиткомиссиям 1, 2, 3, 4, 5
Начиная с 1 июня решительная борьба с бандитизмом даёт быстрое успокоение края. Советская власть последовательно восстанавливается, и трудовое крестьянство переходит к мирному и спокойному труду. Банда Антонова решительными действиями наших войск разбита, рассеяна и вылавливается поодиночке.
Дабы окончательно искоренить эсеро-бандитские корни и в дополнение к ранее отданным распоряжениям Полномочная комиссия ВЦИК
приказывает:
1. Граждан, отказывающихся называть своё имя, расстреливать на месте без суда.
2. Селениям, в которых скрывается оружие, властью уполиткомиссии или райполиткомиссии объявлять приговор об изъятии заложников и расстреливать таковых в случае несдачи оружия.
3. В случае нахождения спрятанного оружия расстреливать на месте без суда старшего работника в семье.
4. Семья, в доме которой укрылся бандит, подлежит аресту и высылке из губернии, имущество её конфискуется, старший работник в этой семье расстреливается без суда.
5. Семьи, укрывающие членов семьи или имущество бандитов, рассматривать как бандитов, и старшего работника этой семьи расстреливать на месте без суда.
6. В случае бегства семьи бандита имущество таковой распределять между верными Советской власти крестьянами, а оставленные дома сжигать или разбирать.
7. Настоящий приказ проводить в жизнь сурово и беспощадно.
Председатель Полномочной комиссии ВЦИК Антонов-Овсеенко
Командующий войсками Тухачевский
Председатель губисполкома Лавров
Секретарь Васильев
Прочесть на сельских сходах.
ГАТО. Ф. Р.-4049. Оп.1. Д.5. Л.45. Типографский экз.

На следующий день 12 июня 1921 года Тухачевский подписал приказ № 0116 о применении против повстанцев химического оружия:

ПРИКАЗ
Командующего войсками Тамбовской губернии № 0116/оперативно-секретный
г. Тамбов
12 июня 1921 г.
Остатки разбитых банд и отдельные бандиты, сбежавшие из деревень, где восстановлена Советская власть, собираются в лесах и оттуда производят набеги на мирных жителей.
Для немедленной очистки лесов ПРИКАЗЫВАЮ:
1. Леса, где прячутся бандиты, очистить ядовитыми газами, точно рассчитывать, чтобы облако удушливых газов распространялось полностью по всему лесу, уничтожая всё, что в нём пряталось.
2. Инспектору артиллерии немедленно подать на места потребное количество баллонов с ядовитыми газами и нужных специалистов.
3. Начальникам боевых участков настойчиво и энергично выполнять настоящий приказ.
4. О принятых мерах донести.
Командующий войсками Тухачевский
Начальник штаба войск Генштаба Какурин
Российский государственный военный архив Ф.34228. Оп.1. Д.292. Л.5

Изначально предпринимались попытки использования распылительного газа, однако это не дало должного результата. Тогда были применена артиллерия, начинённая химическими зарядами, которая обстреляла лес, где укрывались силы Антонова.

24 июня 1921 г.
Командующему войсками Тамбовской губернии
РАПОРТ
Относительно применения газов в Москве я выяснил следующее: наряд на 2 000 химических снарядов дан, и на этих днях они должны прибыть в Тамбов. Распределение по участкам: 1-му, 2-му, 3-му, 4-му и 5-му по 200, 6-му — 100. Инструкцию для применения представляю на Ваше рассмотрение, после чего разошлю её начальникам артиллерии участков.
Инспектор артиллерии Тамбовской армии
по борьбе с бандитизмом
С. Косинов
— Б. В. Сенников. Тамбовское восстание 1918—1921 гг.и раскрестьянивание России 1929—1933 гг.
Газы использовались в местах наиболее интенсивного сопротивления восставших, а также в лесных массивах и на болотах, куда доступ войск был затруднён.
Полномочная Комиссия ВЦИК рекомендовала следующий метод зачистки охваченных восстанием населённых пунктов, издав 23 июня 1921 года приказ № 116 за подписью её председателя Антонова-Овсеенко и командующего войсками Тухачевского:

ПРИКАЗ
Полномочной Комиссии ВЦИК № 116
г. Тамбов
23 июня 1921 г.
Опыт первого боевого участка показывает большую пригодность для быстрого очищения от бандитизма известных районов по следующему способу чистки. Намечаются особенно бандитски настроенные волости и туда выезжают представители уездной политической комиссии, особого отделения, отделения военного трибунала и командования вместе с частями, предназначенными для проведения чистки.
По прибытии на место волость оцепляется, берутся 60-100 наиболее видных лиц в качестве заложников и вводится осадное положение. Выезд и въезд в волость должны быть на время операции запрещены. После этого собирается полный волостной сход, на коем прочитываются приказы Полномочной Комиссии ВЦИК № 130 и 171 и написанный приговор для этой волости. Жителям даётся 2 часа на выдачу бандитов и оружия, а также бандитских семей, и население ставится в известность, что в случае отказа дать упомянутые сведения заложники будут расстреляны через два часа. Если население бандитов и оружия не указало по истечении двухчасового срока, сход собирается вторично и взятые заложники на глазах у населения расстреливаются, после чего берутся новые заложники и собравшимся на сход вторично предлагается выдать бандитов и оружие. Желающие исполнить это становятся отдельно, разбиваются на сотни и каждая сотня пропускается для опроса через опросную комиссию (представителей Особого отдела и Военного трибунала).
Каждый должен дать показания, не отговариваясь незнанием. В случае упорства проводятся новые расстрелы и т. д. По разработке материала, добытого из опросов, создаются экспедиционные отряды с обязательным участием в них лиц, давших сведения, и других местных жителей и отправляются на ловлю бандитов. По окончании чистки осадное положение снимается, водворяется ревком и насаждается милиция.
Настоящее Полномочная Комиссия ВЦИК приказывает принять к неуклонному исполнению.
Председатель Полномочной Комиссии Антонов-Овсеенко
Командующий войсками Тухачевский
Российский государственный военный архив Ф. 235, Оп. 2, Д. 16, Л. 25

Против повстанцев применяли артиллерию, авиацию, бронетехнику (к маю 1921 года, как отмечалось выше, в Тамбовской губернии действовало 9 артиллерийских бригад, 4 бронепоезда, 6 бронелетучек, 5 автобронеотрядов и 2 авиаотряда) и химическое оружие — хлор марки Е56. Решение о применении газов для «выкуривания» оставшихся отрядов повстанцев из лесов было принято 9 июня 1921 года на заседании комиссии ВЦИК под председательством В. А. Антонова-Овсеенко. При этом применялись снаряды типа АЖО с газом хлорпикрином слезоточивого действия. Документально зафиксировано три случая их применения. В. В. Самошкин отмечает, что «на сегодняшний день известно несколько документально зафиксированных фактов применения газов против антоновцев, скрывавшихся в лесах и болотах по берегам реки Вороны». В частности, в дневнике боевых действий артдивизиона бригады Заволжского военного округа записано, что 13 июля 1921 года в бою было израсходовано: гранат трёхдюймовых — 160, шрапнелей — 69, гранат химических — 47. 3 августа командир батареи Белгородских артиллерийских курсов доносил начальнику артиллерии 6-го боевого участка, что при обстреле острова на озере Кипец выпущено 65 шрапнелей, 49 гранат и 59 химических снарядов. По утверждениям некоторых исследований, применявшиеся большевиками в мае — июне 1921 года химические снаряды приводили к гибели не только повстанцев, но и гражданского населения. В то же время исследователь А. С. Бобков, подтверждая факты применения химических снарядов советскими войсками (им описаны три случая применения химических зарядов в боевых условиях), высказал сомнения в эффективности применения химических зарядов из-за полного отсутствия опыта их применения Красной армией и указывал на отсутствие сведений о жертвах в результате их применения. Военные историки А. Глушко и Н. Шило отмечают, что, несмотря на наличие довольно больших запасов, во всех трёх случаях химические снаряды применялись в недостаточном для получения боевого эффекта количествах, чем и объясняется отказ от их дальнейшего применения.
К лету 1921 года основные силы повстанцев потерпели поражение. В начале июля руководством восстания был издан приказ, согласно которому боевым отрядам предлагалось разделиться на группы, скрыться в лесах и перейти к партизанским действиям или разойтись по домам. Восстание распалось на ряд мелких изолированных очагов, и повстанцы вернулись к партизанской тактике, активно использовавшейся до августа 1921 года. Отдельные стычки на Тамбовщине продолжались до лета 1922 года, постепенно сойдя на нет.
 16 июля 1922 года вскоре после ликвидации Антонова Тухачевский доложил ЦК РКП(б): «Мятеж ликвидирован, Советская власть восстановлена повсеместно».

## Репрессии
В основу своих операций Тухачевский положил создание на Тамбовщине жёсткого военного режима и террор против населения губернии, со взятием заложников, уничтожением сёл и деревень, созданием концлагерей и массовыми расстрелами. Артиллерийским огнём были полностью уничтожены сёла Коптево, Хитрово, Верхнеспасское Тамбовского уезда. Особенно ожесточала повстанцев система заложничества; в ответ на неё они сами брали в заложники и расстреливали красноармейцев, коммунистов, советских служащих и членов их семей.
В наскоро оборудованных губернским управлением принудительных работ концентрационных лагерях для заложников наряду со взрослыми в большом количестве содержались и дети. 27 июня 1921 года на заседании полномочной комиссии ВЦИК был отмечен «большой наплыв в концентрационно-полевые лагеря малолетних, начиная от грудных детей», предлагали детей-заложников до 15 лет содержать отдельно от взрослых, и чтобы с трёхлетними детьми имели право находиться их матери. Даже после проведения кампании по разгрузке концлагерей в июле 1921 года (восстание к тому времени было практически подавлено, и заложники с маленькими детьми были распущены по домам) там всё ещё находилось свыше 450 детей-заложников в возрасте от 1 до 10 лет. Общее число крестьян Тамбовской губернии, подвергшихся репрессиям, Юлия Кантор оценивает в 30—50 тысяч человек.
Для устрашения сельского населения в зоне действия повстанцев применялись массовые расстрелы заложников. Так, 27 июня 1921 г. деревня Осиновка была оцеплена красноармейскими частями, были изданы приказы, устанавливающие 2-часовой срок для выдачи «бандитов» и оружия с предупреждением о том, что за невыполнение будут расстреляны заложники. Было взято до 40 заложников. По истечении установленного срока был расстрелян 21 заложник в присутствии схода крестьян, после чего крестьяне отправились искать оружие и ловить «бандитов». Были выданы 3 винтовки и 5 «бандитов». Семьи расстрелянных заложников, а также укрывающихся «бандитов» были высланы в концлагеря. 36 заложников были расстреляны 3—4 июля в селе Богословка. Когда угроза расстрелов не действовала, как в деревне 2-я Кареевка, состоявшей из 65—70 дворов, жителей деревни выселяли, их имущество конфисковали, а саму деревню сжигали.
Тухачевский отмечал: 

Без расстрелов ничего не получается. Расстрелы в одном селении на другое не действуют, пока в них не будет проведена такая же мера.
Тем не менее, заложничество детей пресечь всё же пытались:

N 277
Распоряжение Тамбовской уполиткомиссии председателю Пригородно-Слободского волревкома о запрете ареста в качестве заложников детей, беременных женщин и женщин с малолетними детьми
20 июля 1921 г.
Секретно, срочно
По распоряжению предуполиткомиссии ревкомам категорически приказывается не арестовывать детей, беременных женщин, женщин с малолетними детьми в качестве заложников за бандитов. За неисполнение настоящего распоряжения председатели ревкомов будут привлекаться к строгой ответственности. Немедленно распространить распоряжение по всей волости (сельревкомам).
Об исполнении сообщить в уполиткомиссию.
Секретарь уполиткомиссии Литов
ГАТО. Ф. Р.-4049. Оп.1, Д. 1, Л, 117. Подлинник.

## Итоги
Убыль населения после восстания и его подавления составила по подсчётам исследователей и местных краеведов около 240 тыс. человек.

## Связи восставших с Вооружёнными силами на Юге России
Белые правительства и организации не уделяли достаточно внимания организации повстанческого движения в тылу у красных. Тем примечательнее попытка командования ВСЮР войти в контакт с «зелёными» повстанцами Тамбовщины летом 1919 года с целью привлечения их на свою сторону:535.
В августе 1919 года сотрудник особой части Отдела пропаганды есаул А. П. Падалкин получил задание от штаба 4-го Донского корпуса К. К. Мамантова и полковника К. В. Хартулари (представитель контрразведывательного отдела штаба ВСЮР) установить контакт с «зелёноармейцами» для их перехода в ряды Белой армии. Особенно важной считалась та часть задания, где есаулу предписывалось установить контакт с бывшим начальником милиции Кирсановского уезда А. С. Антоновым: «Установить сведения о местонахождении зелёных вообще и, в частности, Антонова… Связавшись с ним, договориться о возможном присоединении их к корпусу Мамантова…». Падалкину удалось удачно перейти линию фронта по подложным документам сотрудника милиции. Вскоре, однако, он был арестован как «перебежчик» и отправлен в Красную армию — в Пензенский запасной полк. Из полка Падалкин попытался бежать, был пойман, арестован и отправлен в Бутырскую тюрьму в Москве, из которой, впрочем, был скоро вновь зачислен в Красную армию. Падалкин, убив политрука, вновь бежал вместе с присоединившимися к нему красноармейцами полка. Проведя в советском тылу около 4-х месяцев, он глубокой осенью вновь перешёл фронт и вернулся в Ростов. Установить связь с повстанцами ему так и не удалось. Но, располагая этими архивными сведениями о такой попытке белого командования, современный историк В. Ж. Цветков делает вывод, что можно утверждать о соучастии белого командования в организации Тамбовского восстания. Сам Мамантов, вернувшись из своего рейда, отметил хорошие перспективы присоединения сил повстанцев к белым силам в своём выступлении на Донском Круге в сентябре 1919 года. И хотя отдельных повстанческих подразделений в составе своего корпуса Мамантову создать не удалось, им было роздано партизанам огромное количество оружия с захваченных складов Южного фронта:537.

## Ключевые участники восстания
- Токмаков П. М. — руководитель восстания.
- Антонов А. С. — начальник штаба 2-й повстанческой армии.
- Антонов Д. С. — родной брат и ближайший соратник А. С. Антонова.
- Колесников И. C. — командующий 3-й повстанческой армией.
- Митрофанович — командующий 2-й повстанческой армией.
- Богуславский А. В. — командующий 1-й повстанческой армией.
- Герасимов Н. Я. («Донской») — начальник контрразведки «антоновцев».
- Ишин И. Е. — начальник «политического отдела».
- Никитин-Королёв В. В. — командир бригады партизанских полков Козловского уезда.
- Матюхин И. С. — заместитель командира Кирсановского полка, командир 14-го Нару-Тамбовского полка.
- Назаров М. А. — командир 16 Золотовского партизанского полка.
- Фёдоров («Горский») — адвокат, член партии кадетов, резидент подполья «антоновцев» в Тамбове, а также ответственный за внешние связи[52].

## Тамбовское восстание в культуре
- «Барсуки» — роман Леонида Леонова (1925 год). Вторая часть романа посвящена Тамбовскому восстанию.
- «Орудийный ключ» — рассказ Аркадия Гайдара (1927 год).
- «Одиночество» — роман Н. Е. Вирты (1935—1941 — первая редакция, Сталинская премия второй степени 1941 года, 1957 — вторая редакция). По роману поставлены два одноимённых художественных фильма (1952 и 1964, режиссёр Всеволод Воронин). По мотивам романа Т. Н. Хренников написал в 1936—1939 годах оперу «В бурю» (в новой редакции опера была поставлена в 1952 году). В 1937 году Вирта переработал роман в пьесу «Земля»; она была поставлена во МХАТе режиссёрами Л. Леонидовым и Н. Горчаковым с актёрами А. Грибовым и Н. Хмелёвым.
- «Княжий угол» — роман Николая Корнеевича Чуковского (1936).
- «По волчьему следу» — художественный фильм режиссёра В. Г. Гажиу (1976).
- «Жила-была одна баба» — художественный фильм режиссёра А. С. Смирнова (2011).
- Фрагмент песни тамбовских повстанцев, услышанной от участников восстания в середине 1930-х годов в Темниковских лагерях, записан Марком Соболем[53].
- Памятник Тамбовскому мужику, открытый в 2007 году на Кронштадтской площади Тамбова, посвящен всем крестьянам, принявшим участие в трагических событиях 1921 года[54].
- Народную «Песню тамбовских повстанцев» исполняли различные музыкальные коллективы («Узники совести», «Arkanum Krieg», «Монгол шуудан»). В репертуаре группы «М. Д. П.» есть песня «Лесной вождь», в которой рассказывается о восстании.
- «Откровение Егора Анохина» — роман П. Ф. Алешкина (2003)
- «Время Великой скорби» — пьеса П. Ф. Алешкина (2009)
- «Антонов. Последний пожар» — роман Н. В. Тюрина (2017)[55]
- «Оперативная командировка» — телеспектакль театра имени Вахтангова (1969) по повести А. Н. Гарри «Лесной разбойник». Режиссёр Б. Ниренбург.
- «Красный Битюг» — повесть В.Е. Платонова в литературно-художественном журнале «Подъем» (2024)[56]

Как указывает профессор М. М. Голубков, многие важнейшие аспекты национальной жизни России XX века, и в их числе Тамбовское восстание, «оказались не запечатлены отечественными художниками слова — ни в метрополии, ни в эмиграции, ни в потаённой литературе. …остались … не осмыслены национально-историческим сознанием людей, живущих уже в начале XXI века. Не преломленные художественно, они будто не отражены в национальной памяти». События и судьбы некоторых участников Тамбовского восстания описаны лишь А. И. Солженицыным в двучастном рассказе «Эго».